# Aardmassa
Aardmassa (M🜨, waarbij 🜨 het astronomische symbool is voor de aarde, of ME) is de eenheid van massa die gelijk staat aan die van de aarde. De huidige schatting van de massa van de aarde bedraagt 5,9722·1024 kg. Ruim 67% van de massa van de aarde wordt ingenomen door de aardmantel.
De aardmassa is een standaard maateenheid in de astronomie om een indicatie te geven van de massa van rotsachtige terrestrische planeten en exoplaneten.

## Waarde
| Hemellichaam  | Aardmassa M🜨 | Referentie |
| ------------- | ------------ | ---------- |
| Maan          | 0,0123       | [ 3 ]      |
| Zon           | 332.946,0487 | [ 4 ]      |
| Mercurius     | 0,0553       | [ 5 ]      |
| Venus         | 0,815        | [ 5 ]      |
| Aarde         | 1            | Gegeven    |
| Mars          | 0,107        | [ 5 ]      |
| Jupiter       | 317,8        | [ 5 ]      |
| Saturnus      | 95,2         | [ 5 ]      |
| Uranus        | 14,5         | [ 5 ]      |
| Neptunus      | 17,1         | [ 5 ]      |
| Gliese 667 Cc | 3,8          | [ 6 ]      |
| Kepler-442b   | 1,0 – 8,2    | [ 7 ]      |